# Paper Mario: Sticker Star
Paper Mario: Sticker Star, conosciuto in Giappone come Paper Mario Super Seal (ペーパーマリオスーパーシール Pēpā Mario Sūpā Shīru), è un videogioco a piattaforme uscito nel 2012, quarto titolo della saga di Paper Mario, è stato reso disponibile solo su Nintendo 3DS ed è uscito in America del Nord l'11 novembre, in Giappone il 6 dicembre, in Europa il 7 dicembre e in Australia l'8 dicembre.

## Trama
Fervono i preparativi per la celebrazione dello Sticker Festival, una ricorrenza annuale festeggiata in tutto il Regno dei Funghi. Quest'anno, poi, la celebrazione è particolarmente sentita in quanto coinciderà con il passaggio della Sticker Comet, che gli abitanti vogliono assolutamente vedere sfrecciare nel cielo perché si dice che possa far avverare qualsiasi desiderio. Bowser, però, prova ad acchiappare la cometa, facendola frantumare in decine di pezzettini che ricadono nei sette angoli del Regno dei Funghi insieme ai Royal Sticker. La malefatta del perfido tarpano riesce ugualmente: il potere della Sticker Comet rende infatti il re dei Koopa incredibilmente potente e questi decide di sfruttare i suoi nuovi poteri per rapire la principessa Peach. Mario deve quindi girovagare da una parte all'altra del Regno dei Funghi per recuperare i frammenti della Sticker Comet e diventare così sufficientemente potente da poter affrontare il suo eterno rivale.

## Modalità di gioco
A detta della stessa Nintendo la principale novità del gioco è quella dello sfruttamento del 3D che creerà una sensazione di reale profondità. Inoltre il gioco ha lo stile e l'"essenza" dei primi Paper Mario, al contrario di Super Paper Mario per Wii che stravolge le tradizioni della serie. In questo gioco non ci sono più mosse di base o tessere, ma solo gli adesivi. Mario anche per un semplice salto dovrà usare l'apposito adesivo, raccolto con tutti gli altri in un album speciale. C'è anche un luogo speciale dove si possono creare adesivi con oggetti ottenuti nel gioco e delle vie segrete, accessibili staccando delle fasce con la faccia di Bowser.

## Personaggi

### Mario e compagni
- Mario: il suo nuovo compito è trovare i pezzi della Sticker Comet, dispersi nel Regno dei Funghi da Bowser, per avere una forza sufficiente per contrastare i nuovi poteri del suo eterno rivale e salvare Peach. Dopo aver raccolto tutti gli Sticker Reali, insieme a Peach, desidera la pace nel Regno Dei Funghi e che Corinne ritorni a vivere.
- Corinne: una fata di carta che aiuta Mario nella sua avventura, può mettere o togliere sul campo di gioco alcuni adesivi, per andare avanti nel gioco; nelle battaglie spiega solo le cose. Alla fine del gioco si sacrifica per dare la giusta forza a Mario per battere Bowser.
- Gruppo di Toad: si trasformano in una scala per permettere a Mario di prendere lo Sticker del ponte.
- Koopa verde/Koopa rosso/Nella: arrivano una volta usato gli Sticker dei gusci, che permette di lanciare ai nemici.
- Bob-omba: arriva quando si usa lo Sticker della Bob-omba e si lancia contro i nemici, esplodendo.
- Torcibruco: Si trova nel Mondo 3, nel livello 3-1 si dovrà usare la Tromba per svegliarlo. Nel livello 3-3, la sua casa, lo si troverà con solo la testa perché le altre parti sono state staccate e disperse nel Mondo da Kamek. Una volta ricomposto supererà un mare inquinato per permetterci di andare dal Boss. Alla fine del gioco, diventato una farfalla, ci aiuterà ad andare al Castello di Bowser.

## Sviluppo
Il gioco è stato presentato per la prima volta il 15 giugno 2010 all'E3 da Shigeru Miyamoto con un gameplay. Il titolo ufficiale è stato reso noto durante l'E3 2012 e successivamente è stato dichiarato che uscirà entro l'11 novembre 2012.